# Borja Mendía
Borja Mendía Sangroniz (Bilbao, 10 de novembro de 1994) é um basquetebolista profissional espanhol que atualmente joga pelo Dominion Bilbao Basket. O atleta que possui 1,99m de altura, atua como ala e tem carreira profissional desde 2013.

## Ligações Externas
- Borja Mendía no X